# Festival olympique d'hiver de la jeunesse européenne 2022
Navigation
2019 2023
Le Festival olympique d'hiver de la jeunesse européenne 2022 est la partie hivernale de la XVe édition du Festival olympique de la jeunesse européenne. Cette compétition est organisée à Vuokatti en Finlande pour la seconde fois (après 2001).
Initialement programmés du 6 au 13 février 2021, ils ont été repoussés en raison de la pandémie de Covid-19, une première fois du 11 au 18 décembre 2021, puis une seconde fois du 20 au 25 mars 2022.

## Disciplines
Neuf sports sont programmés pour cette édition :
- Ski alpin
- Biathlon
- Combiné nordique
- Curling
- Ski de fond
- Hockey sur glace
- Patinage artistique
- Short track
- Snowboard

## Résultats

### Biathlon

#### Garçons
| Épreuves   | Or           | Argent              | Bronze        |
| ---------- | ------------ | ------------------- | ------------- |
| Individuel | Lou Thievent | Konrad Badacz       | Jakub Borgula |
| Sprint     | Petr Hák     | Mattia Piller Hofer | Lou Thievent  |

#### Filles
| Épreuves   | Or             | Argent         | Bronze          |
| ---------- | -------------- | -------------- | --------------- |
| Individuel | Lena Repinc    | Sara Andersson | Amandine Mengin |
| Sprint     | Sara Andersson | Klara Vindišar | Kaja Zorč       |

#### Relais mixte
La Suède, avec Sara Andersson, passe le premier relais en tête avec plus de 38 secondes d'avance sur la Bulgarie, deuxième à ce moment-là, mais terminera finalement en neuvième position. Tandis que l'Allemagne, en tête à mi-course après les relais des filles, va partir trois fois à la faute lors du passage de Linus Kesper. Ce sont les trois nations parfaites sur le pas de tir qui vont alors s'installer en tête. Lou Thievent va conserver sa première place tandis que Petr Hák, autre homme en forme sur cette compétition, va donner la médaille d'argent à la Tchéquie. La Pologne complète ce podium, à une minute de l'équipe de France.
| Épreuves    | Or                                                                      | Argent                                                                     | Bronze                                                                                    |
| ----------- | ----------------------------------------------------------------------- | -------------------------------------------------------------------------- | ----------------------------------------------------------------------------------------- |
| Par équipes | France- Amandine Mengin - Violette Bony - Gaëtan Paturel - Lou Thievent | Tchéquie- Kateřina Pavlů - Kateřina Gotvaldová - Daniel Malušek - Petr Hák | Pologne- Anna Nedza-Kubiniec - Barbara Skrobiszewska - Fabian Suchodolski - Konrad Badacz |

### Combiné nordique

#### Garçons
Le Français Maro Heinis domine le concours de saut. Il réalise un saut de 96 m ce qui lui permet de disposer de 10 s sur Jiří Konvalinka et 18 s sur Eidar Johan Strøm,. Lors de la course de ski de fond, Marco Heinis ne peut pas suivre le duo composé de Jiří Konvalinka et de Eidar Johan Strøm qui se joue la victoire. Finalement c'est la Norvégien qui s'impose au sprint devant le Tchèque. Marco Heinis parvient à conserver la troisième place et il termine à 16 s du vainqueur. Iacopo Bortolas (en), parti à 44 s, remonte et il prend la quatrième place à 12 s de Marco Heinis.
| Épreuves                   | Or                | Argent          | Bronze       |
| -------------------------- | ----------------- | --------------- | ------------ |
| Tremplin normal individuel | Eidar Johan Strøm | Jiří Konvalinka | Marco Heinis |

#### Filles
Annalena Slamik domine le concours de saut. Elle devance de 2 s l'Italienne Annika Sieff qui est déçue de son saut. Cette dernière considère que ses sauts d'entraînements étaient bien meilleurs et elle craint un retour des athlètes derrière elle. En effet, Lisa Hirner est troisième du saut et elle est à 21 s de la tête. Annika Sieff décide de partir vite dans la course de ski de fond et elle lâche rapidement Annalena Slamik. L'Italienne parvient à résister à Lisa Hirner et elle l'emporte d'une quinzaine de secondes devant l’Autrichienne. Annalena Slamik parvient à prendre la médaille de bronze.
Un mois après avoir remporté les championnats du monde juniors, il s'agit de la deuxième victoire d'Annika Sieff dans une compétition internationale.
| Épreuves                   | Or           | Argent      | Bronze          |
| -------------------------- | ------------ | ----------- | --------------- |
| Tremplin normal individuel | Annika Sieff | Lisa Hirner | Annalena Slamik |

#### Mixte
L'équipe d'Autriche domine le concours de saut. L'Italie est deuxième mais à 22 s. L'Allemagne est troisième à 9 s de l'Italie. Pour les Norvégiens, Mariell Östlie Gjendahl est disqualifiée et l'équipe est par conséquent loin au classement. Lors de la course de ski de fond, l'Autriche fait la course en tête et l'emporte. Derrière, l'Allemagne double l'Italie dans le troisième grâce à Magdalena Burger,.
| Épreuves                           | Or                                                                    | Argent                                                                                         | Bronze                                                                             |
| ---------------------------------- | --------------------------------------------------------------------- | ---------------------------------------------------------------------------------------------- | ---------------------------------------------------------------------------------- |
| Tremplin normal par équipes mixtes | Autriche- Lisa Hirner - Severin Reiter - Annalena Slamik - Samuel Lev | Allemagne- Cindy Haasch (de) - Tristan Sommerfeldt (de) - Magdalena Burger - Benedikt Graebert | Italie- Annika Sieff - Stefano Radovan - Greta Pinzani (de) - Iacopo Bortolas (de) |

### Hockey sur glace

#### Garçons
| Épreuves | Or       | Argent      | Bronze |
| -------- | -------- | ----------- | ------ |
| Garçons  | Finlande | Biélorussie | Russie |

#### Filles
| Épreuves | Or       | Argent | Bronze   |
| -------- | -------- | ------ | -------- |
| Filles   | Tchéquie | Suède  | Finlande |

### Patinage artistique

#### Garçons
| Épreuves   | Or            | Argent                  | Bronze           |
| ---------- | ------------- | ----------------------- | ---------------- |
| Individuel | Arlet Levandi | Raffaele Francesco Zich | Casper Johansson |

#### Filles
| Épreuves   | Or            | Argent       | Bronze      |
| ---------- | ------------- | ------------ | ----------- |
| Individuel | Lorine Schild | Olivia Lisko | Sarina Joos |

### Patinage de vitesse sur piste courte

#### Garçons
| Épreuves | Or                  | Argent            | Bronze              |
| -------- | ------------------- | ----------------- | ------------------- |
| 500 m    | Tawan Thomas        | Lorenzo Previtali | Niels Bergsma       |
| 1000 m   | Lorenzo Previtali   | Tawan Thomas      | Alessandro Loreggia |
| 1500 m   | Alessandro Loreggia | Lorenzo Previtali | Tawan Thomas        |

#### Filles
| Épreuves | Or          | Argent            | Bronze           |
| -------- | ----------- | ----------------- | ---------------- |
| 500 m    | Zoe Deltrap | Melinda Schönborn | Tamara Tokarova  |
| 1000 m   | Zoe Deltrap | Maja Dora Somodi  | Berenice Comby   |
| 1500 m   | Zoe Deltrap | Maja Dora Somodi  | Eva Grenouilloux |

#### Mixte
| Épreuves       | Or                                                                        | Argent                                                                              | Bronze                                                                                |
| -------------- | ------------------------------------------------------------------------- | ----------------------------------------------------------------------------------- | ------------------------------------------------------------------------------------- |
| Relais 3 000 m | Pays-Bas- Zoë Deltrap - Kiek Straathof - Niels Bergsma - Bas van der Valk | Italie- Margherita Betti - Viola Simonini - Alessandro Loreggia - Lorenzo Previtali | Pologne- Agnieszka Bogdanowicz - Karolina Parczewska - Oskar Kurowski - Adam Muchlado |

### Saut à ski

#### Garçons
| Épreuves                    | Or                                                                                    | Argent                                                                       | Bronze                                                                   |
| --------------------------- | ------------------------------------------------------------------------------------- | ---------------------------------------------------------------------------- | ------------------------------------------------------------------------ |
| Tremplin normal individuel  | Jonas Schuster                                                                        | Jan Habdas                                                                   | Ben Uwe Bayer                                                            |
| Tremplin normal par équipes | Autriche- Louis Obersteiner - Andre Fussenegger - Raffael Zimmermann - Jonas Schuster | Pologne- Tymoteusz Amilkiewicz - Klemens Joniak - Marcin Wróbel - Jan Habdas | Allemagne- Adrian Tittel - Jannik Faißt - Simon Steinbeisser - Ben Bayer |

#### Filles
| Épreuves                   | Or         | Argent            | Bronze     |
| -------------------------- | ---------- | ----------------- | ---------- |
| Tremplin normal individuel | Nika Prevc | Nora Midtsundstad | Sina Arnet |

#### Relais mixte
| Épreuves                           | Or                                                                      | Argent                                                                             | Bronze                                                                 |
| ---------------------------------- | ----------------------------------------------------------------------- | ---------------------------------------------------------------------------------- | ---------------------------------------------------------------------- |
| Tremplin normal par équipes mixtes | Slovénie- Tinkara Komar - Gorazd Završnik - Nika Prevc - Maksim Bartolj | Autriche- Julia Mühlbacher - Louis Obersteiner - Sophie Kothbauer - Jonas Schuster | Suisse- Sina Arnet - Yanick Wasser - Emely Torazza - Lean Niederberger |

### Ski alpin
Certaines nations n'ont envoyé aucun représentant pour les épreuves de ski alpin : la France, la Suisse ou encore la Suède.

#### Garçons
| Épreuves         | Or              | Argent                | Bronze             |
| ---------------- | --------------- | --------------------- | ------------------ |
| Slalom           | Erik Saravuo    | Johs Braathen Herland | Jesperi Kemppainen |
| Slalom Parallèle | Edoardo Saracco | Erik Saravuo          | Andrea Bertoldini  |

#### Filles
| Épreuves         | Or               | Argent            | Bronze           |
| ---------------- | ---------------- | ----------------- | ---------------- |
| Slalom           | Rosa Pohjolainen | Emilia Mondinelli | Victoria Olivier |
| Slalom Parallèle | Victoria Olivier | Natalie Falch     | Ambra Pomaré     |

#### Mixte
| Épreuves    | Or                                                                      | Argent                                                                            | Bronze                                                                         |
| ----------- | ----------------------------------------------------------------------- | --------------------------------------------------------------------------------- | ------------------------------------------------------------------------------ |
| Par équipes | Autriche- Natalie Falch - Fabio Walch - Victoria Olivier - Jakob Greber | Italie- Maria Sole Antonini - Andrea Bertoldini - Beatrice Sola - Edoardo Saracco | Finlande- Veera Alaniska - Eduard Hallberg - Riia Pallari - Jesperi Kemppainen |

### Ski de fond

#### Garçons
| Épreuves        | Or                 | Argent         | Bronze           |
| --------------- | ------------------ | -------------- | ---------------- |
| 10 km classique | Niko Anttola       | Niclas Steiger | Elias Danielsson |
| 7,5 km libre    | Niko Anttola       | Jiri Tuz       | Elias Danielsson |
| Sprint          | Lauris Kaparkajels | Ike Melnits    | Ludvig Berg      |

#### Filles
| Épreuves         | Or                    | Argent        | Bronze                |
| ---------------- | --------------------- | ------------- | --------------------- |
| 7,5 km classique | Lisa Eriksson         | Tove Ericsson | Nadine Laurent        |
| 5 km libre       | Iris de Martin Pinter | Lisa Ericsson | Nadine Laurent        |
| Sprint           | Tove Ericsson         | Elin Näslund  | Iris de Martin Pinter |

#### Relais mixte
| Épreuves    | Or                                                                   | Argent                                                                          | Bronze                                                                  |
| ----------- | -------------------------------------------------------------------- | ------------------------------------------------------------------------------- | ----------------------------------------------------------------------- |
| Par équipes | Suède- Jens Junes - Tove Ericsson - Elias Danielsson - Lisa Eriksson | Italie- Davide Ghio - Iris De Martin Pinter - Hannes Oberhofer - Nadine Laurent | Finlande- Ike Melnits - Elsa Torvinen - Niko Anttola - Fanny Kukonlehto |

### Snowboard

#### Garçons
| Épreuves   | Or           | Argent             | Bronze         |
| ---------- | ------------ | ------------------ | -------------- |
| Big air    | Dante Brčić  | Jakub Hroneš       | Nicolas Schütz |
| Slopestyle | Jakub Hroneš | Alessandro Lotorto | Jakob Ganserer |

#### Filles
| Épreuves   | Or               | Argent           | Bronze              |
| ---------- | ---------------- | ---------------- | ------------------- |
| Big air    | Kamilla Kozuback | Telma Särkipaju  | Romy van Vreden     |
| Slopestyle | Telma Särkipaju  | Kamilla Kozuback | Andrina Maria Salis |